# Alojzij Bolhar
Alojz Bolhar, profesor slovenščine, prevajalec in publicist, * 29. april 1899, Kamnik, † 25. marec 1984, Celje.
Rodil se je v Kamniku , kjer je živel prvo leto, nato se je družina preselila v Ljubljano. Oče mu je bil usnjar Jernej, mati mu je bila Francka (rojena Dornik). Leta 1919 je maturiral na učiteljišču v Ljubljani, po koncu prve svetovne vojne pa se je vpisal na telovadno akademijo v Zagrebu in jo uspešno končal. Ob študiju je opravil tudi diplomo iz stenografije. Leta 1925 se je preselil v Celje in se zaposlil na celjski gimnaziji. Aprila 1941, ob začetku druge svetovne vojne, je bil mobiliziran v jugoslovansko vojsko in bil kot oficir postavljen za glavnega nadzornika ljubljanske pošte. Med umikom je bil v Zidanem mostu zajet v nemško ujetništvo. Med vojno je bil zaprt v Starem piskru v Celju in Mariboru, kjer je čakal na transport v Srbijo. S transporta je pobegnil k sestri Justini v Šabac. Istega leta se je vrnil v Slovenijo, v Polje pri Ljubljani. Leta 1942 ga je italijanski okupator interniral na Rab. Po vojni je poučeval na celjskih šolah. Pri 48-ih letih se je vpisal na študij slovenščine. V letih 1948–1953 je bil katalogizator v Narodni in univerzitetni knjižnici v Ljubljani in bibliotekar v Slovanski knjižnici. 1950 je bil imenovan za strokovnega sodelavca pri Komisiji za slovensko narodopisje pri Slovenski akademiji znanosti in umetnosti. Tri leta kasneje se kot profesor slovenščine vrne poučevati v Celje, kjer je ostal do smrti (1984).
Ukvarjal se je tudi s prevajalstvom in publicistiko. Veliko se je posvečal preučevanju dela svojega učitelja Antona Bezenška, o katerem je leta 1934 izdal monografijo Anton Bezenšek: njega delo in življenje. Prevedel je več del srbske, hrvaške in bolgarske književnosti. Večino publicističnega dela je namenil urejanju in komentiranju Slovenskih narodnih pravljic, ki so izšle 1952. Namenil jim je več zbirk : Slovenske pravljice (1965), Peklenski boter in druge slovenske pravljice (1972) in Slovenske basni in živalske pravljice (1975). Iz nemščine je prevedel Pravljice bratov Grimm (1932, 1944, 1955), iz bolgarščine pa zbirko narodnih pravljic in pripovedk Pri ognjišču: zbirka bolgarskih narodnih pravljic in pripovedk (1939).

### Leposlovje
- Anton Bezenšek: njega življenje in delo (1934) (COBISS)

### Drugo
- Slovenske književne družbe in njih izdaje v letu 1929 (1930) (COBISS)
- Pravljice so moj konjiček (1981) (COBISS)
- Levja pravičnost (1970) (COBISS)